# Medal Służby Kampanii Skumulowanych
Medal Służby Kampanii Skumulowanych (ang. Accumulated Campaign Service Medal, skr. ACSM) – ustanowiony został w styczniu 1994 zgodnie z instrukcją Resortu Obrony
Wielkiej Brytanii. Nadawany jest żołnierzom wszystkich formacji, którzy brali udział w kampaniach brytyjskich począwszy od 14 sierpnia 1969 roku.

## Zasady nadawania
Stosuje się następujące zasady kwalifikacji do otrzymania medalu ACSM:
- osoba musi być posiadaczem Medalu Służby Ogólnej (1962) z klamrą:
  - Dhofar – pomiędzy 1 października 1969 a 30 września 1976;
  - Lebanon – pomiędzy 7 lutego 1983 a 9 marca 1984;
  - Mine Clearance – pomiędzy 15 sierpnia 1984 a 15 października 1984;
  - Gulf – pomiędzy 17 listopada 1986 a 28 lutego 1989;
  - Kuwait – pomiędzy 8 marca 1991 a 30 września 1991;
  - N. Iraq & S. Turkey – pomiędzy 6 kwietnia 1991 a 17 lipca 1991;
- być posiadaczem OSM Sierra Leone, OSM Afghanistan lub Iraq Medal;
- mieć 36 miesięcy (1080 dni) ciągłej lub skumulowanej służby podczas kampanii;
- służba w misjach ONZ lub NATO nie kwalifikuje się do otrzymania medalu.

Oddzielne kryteria stosuje się do członków Ulster Defence Regiment (UDR) i Royal Irish Regiment.

## Opis medalu
Za pełną wysługę przyznawane są klamry, ich odzwierciedleniem jest srebrna rozeta przypięta do baretki. Pozłacana rozeta symbolizuje otrzymanie trzech klamer.
Awers: popiersie królowej Elżbiety II w koronie z inskrypcją ELISABETH II DEI GRATIA REGINA FID. DEF.
Rewers: inskrypcja FOR ACCUMULATED CAMPAIGN SERVICE w czterech liniach, na tle liściastych gałęzi dębu.

## Informacje dodatkowe
Medal wykonany ze srebra i jest pierwszym wystawionym do przetargu, który wygrała mennica Royal Mint, w odróżnieniu od poprzednich, medal jest cechowany. Na krawędzi medalu mogą być wygrawerowane: numer służby, stopień, nazwisko i inicjały oraz nazwa jednostki lub służby.